# Janet Frame

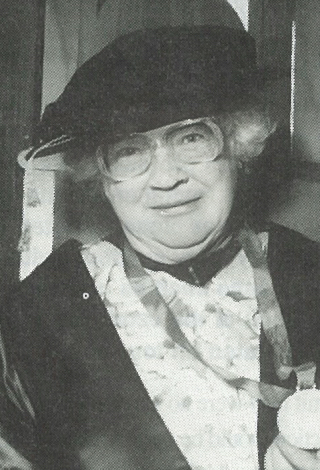
Scriitoarea neozeelandeză Janet Frame, după ce i s-a acordat o medalie din partea Universității Massey la o ceremonie pe 14 octombrie 1993.

Janet Paterson Frame (n. 28 august, 1924 - d. 29 ianuarie, 2004) a fost o scriitoare neozeelandeză considerată ca aparținând realismului magic, care în decursul vieții a publicat 11 romane.